# Haralambie Ionescu
Haralambie Ionescu, uneori Haralamb Ionescu (n. 1913, Curtea de Argeș, Argeș, România – d. 31 decembrie 1977) a fost un gravor român. A gravat, individual, aversurile multor monede și medalii românești emise în timpul regilor Mihai I și Carol al II-lea, precum și în timpul regimului comunist, până în anii 1960. De obicei, își semna lucrările H.I. sau H. IONESCU.

## Biografie
S-a născut la Curtea de Argeș, în 1913.
În 1937 a fost trimis de Monetăria Națională, cu aprobarea Consiliului de miniștri, la studii în Cehoslovacia, pentru o perioadă de 2 ani, împreună cu gravorul Ștefan Iordan. Ulterior, a lucrat în cadrul Monetăriei, din 1939.
A fost membru de onoare a Societății Numismatice Române.
A decedat la 31 decembrie 1977 și a fost înmormântat la 4 ianuarie 1978 în Cimitirul Bolniță din Curtea de Argeș.

## Opera
- 20 lei (aur) și 100 lei (aur) 1940: „Carol al II-lea - 10 ani de domnie”, împreună cu Ary Murnu;
- 250 lei 1939, 1940, Carol al II-lea;
- 2 lei 1941 ;
- 5 lei 1942;
- 20 lei 1942, 1943, 1944 ;
- 250 lei 1940, 1941 (pe cant: TOTUL PENTRU TARA);
- 250 lei 1941 (pe cant: NIHIL SINE DEO) ;
- 200 lei 1942;
- 100 lei 1943, 1944;
- 500 lei 1944;
- Medalia jubiliară Ardealul Nostru: pe aversul monedei-medalie, au fost gravate efigiile suprapuse, îndreptate spre stânga, ale lui Mihai Viteazul, purtând căciula voievodală caracteristică, regelui Ferdinand, purtând o cască din Primul Război Mondial și regelui Mihai, purtând o cască din al Doilea Război Mondial, într-un cerc. În exterior, circular, a fost gravată inscripția ARDEALUL NOSTRU și anii de referință: 1601, 1918 și 1944.[8]

- 200 lei 1945;
- 500 lei 1945;
- 500 lei 1946;
- 2000 lei 1946;
- 25.000 lei 1946;
- 100.000 lei 1946 (revers)
- 10.000 lei 1947;
- 5 lei 1947;
- Moneda – medalie „Centenarul anului revoluționar 1848” (NICOLAE BALCESCU) ;
- 5 lei 1948, 1949, 1950;
- 1 leu 1949, 1950, 1951;
- 2 lei 1950, 1951;
- 1 leu 1951, 1952;
- 2 lei 1951, 1952;
- 20 lei 1951.